# Брунерови жлези
Брунерови жлези или Дуоденални жлези (на латински: glandulae duodenales) са сложни тръбести жлези от подлигавичния слой (субмукоза) на дванадесетопръстника продуциращи секрет с алкална реакция, които влизат в състава на чревния храносмилателен сок и неутрализира постъпващия от стомаха секрет с кисело pH. Наречени са на името на швейцарския анатом Йохан Конрад Брюнер, който ги открива през 1686 г. в дванадесетопръстници от човек и куче.

## Разположение
Брунеровите жлези са разположени в субмукозата на дванадесетопръстника, а при някои видове животни и в началните отдели на празното черво. Намират се под Либеркюновите жлези, с които често имат общи изводни канали.

## Строеж
По строеж Брюнеровите жлези са тубулозни при преживните животни и тубуло-ацинозни при всички останали. Имат самостоятелни изводни канали или се влимат в Либеркюновите жлези. Преоблазават слузоотделящи жлезисти клетки, но се срещат и чашковидни, аргирофилни, пристенни и панетови клетки.

## Секреция
Секретът от жлезите представлява гъста безцветна течност. Основният компонент от нея е муцин, който е с неутрална и слабо алкална реакция. Освен това в него се съдържа и ензима амилаза, участваща в разграждането на въглехидратите.